# Bezdédfalva
Bezdédfalva (1899-ig Veszka-Bezdedó, szlovákul Vieska-Bezdedov) Puhó városrésze, egykor önálló település Szlovákiában, a Trencséni kerület Puhói járásában. Veszka és Bezdedó falvak egyesítésével jött létre.

## Fekvése
A városközponttól 2 km-re északnyugatra, a Béla-patak partján fekszik.

## Története
1471-ben említik először, a lednici uradalomhoz tartozott. 1784-ben 14 házában 15 családban 87 lakos élt. 
A 18. század végén Vályi András így ír róla: „BEZDADA. Bezdedo. Tót falu Trentsén Vármegyében, birtokosa Kvassai Uraság, és mások, lakosai katolikusok, fekszik Puchovnak szomszédságában, mellyhez hasonlító javai vagynak.”
1828-ban 16 háza volt 109 lakossal. A 19. század közepén Veszkával egyesítették. 1910-ben 210, túlnyomórészt szlovák lakosa volt. A trianoni békéig Trencsén vármegye Puhói járásához tartozott.
1930-ban 176 csehszlovák élt itt. 1960-ban csatolták Puhóhoz.

## Lásd még
- Puhó
- Bélagyertyános
- Felsőkocskóc
- Hadas
- Igricke
- Vágormos